# Капанът
„Капанът“ (на английски: Trap) е американски психологически мистъри трилър от 2024 г. на режисьора М. Найт Шаямалан по негов сценарий и участват Джош Хартнет, Ариел Донахю, Салека Шаямалан, Хейли Милс и Алисън Пил. Премиерата на филма се състои в Ню Йорк на 24 юли 2024 г. и излиза по кината в Съединените щати на 2 август от „Уорнър Брос Пикчърс“.

## Актьорски състав
- Джош Хартнет – Купър[3][4]
- Ариел Донахю – Райли
- Салека Шаямалан – Лейди Рейвън
- Хейли Милс
- Алисън Пил
- Марни Макфейл
- Ванеса Смайт
- Кид Къди